# Aeroportul Man
Aeroportul Man (IATA: MJC, ICAO: DIMN) este un aeroport din Coasta de Fildeș ce deservește zona Man, Coasta de Fildeș. Aeroportul a fost tranzitat în 2020 de 6.601 pasageri.
Situat la o altitudine de 331 m, aeroportul dispune de o singură pistă.